# Бессюэжуль
Бессюэжу́ль (фр. Bessuéjouls, окс. Bessuèjols) — коммуна во Франции, находится в регионе Окситания. Департамент — Аверон. Входит в состав кантона Эспальон. Округ коммуны — Родез.
Код INSEE коммуны — 12027.
Коммуна расположена приблизительно в 490 км к югу от Парижа, в 145 км северо-восточнее Тулузы, в 24 км к северо-востоку от Родеза.

## Население
Население коммуны на 2008 год составляло 238 человек.
| 1962 | 1968 | 1975 | 1982 | 1990 | 1999 | 2008 |
| ---- | ---- | ---- | ---- | ---- | ---- | ---- |
| 273  | 279  | 252  | 211  | 224  | 225  | 238  |

## Администрация
| Период | Период | Фамилия       | Партия | Примечания |
| ------ | ------ | ------------- | ------ | ---------- |
| 2001   | 2007   | Жорж Ромьё    |        |            |
| 2007   |        | Флоранс Дюран |        |            |

## Экономика
В 2007 году среди 145 человек в трудоспособном возрасте (15—64 лет) 115 были экономически активными, 30 — неактивными (показатель активности — 79,3 %, в 1999 году было 73,4 %). Из 115 активных работали 109 человек (64 мужчины и 45 женщин), безработных было 6 (0 мужчин и 6 женщин). Среди 30 неактивных 10 человек были учениками или студентами, 12 — пенсионерами, 8 были неактивными по другим причинам.

## Достопримечательности
- Средневековая церковь Сен-Пьер. Памятник истории с 1927 года[3]

## Фотогалерея

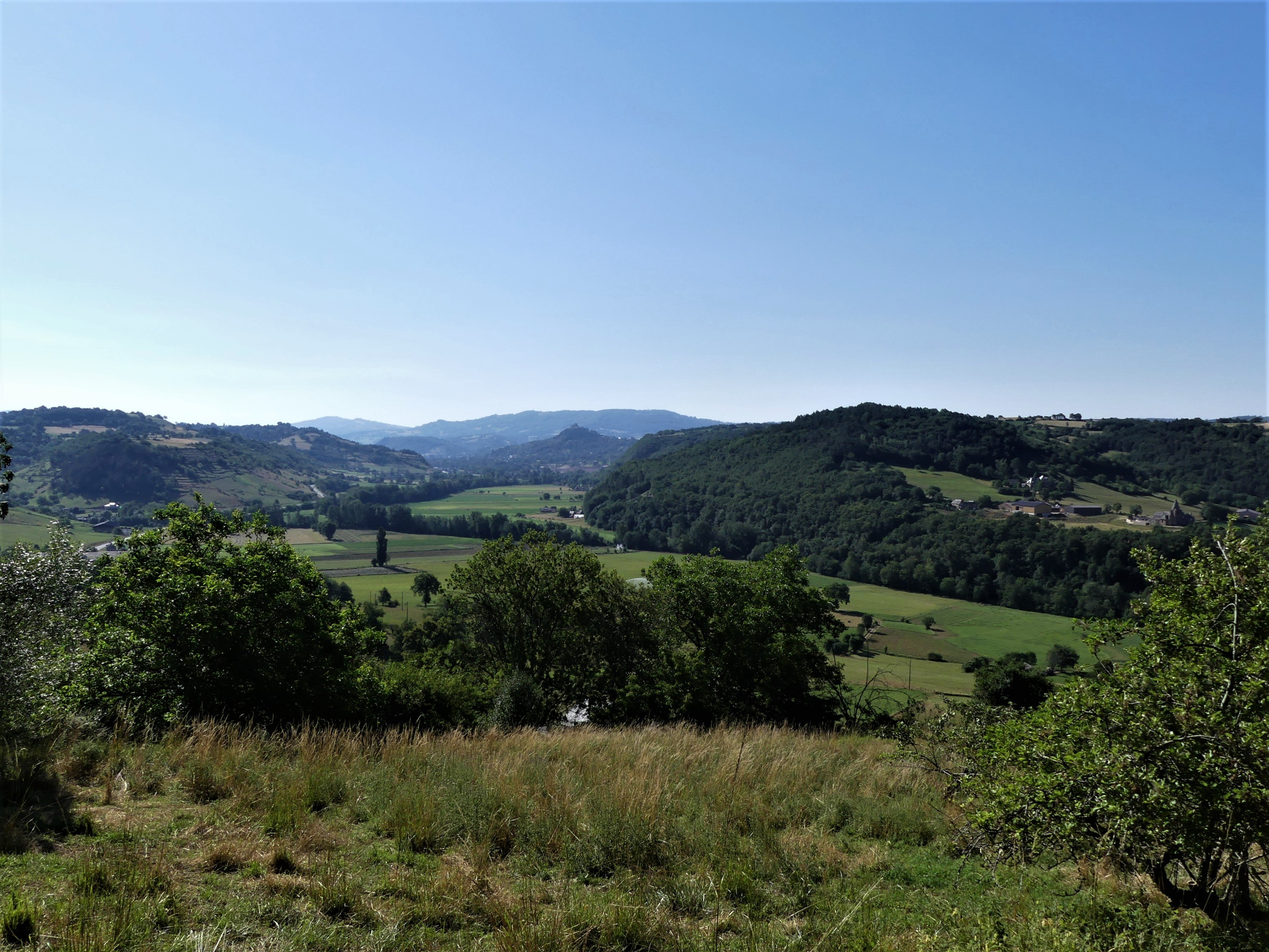
Долина реки Виннак
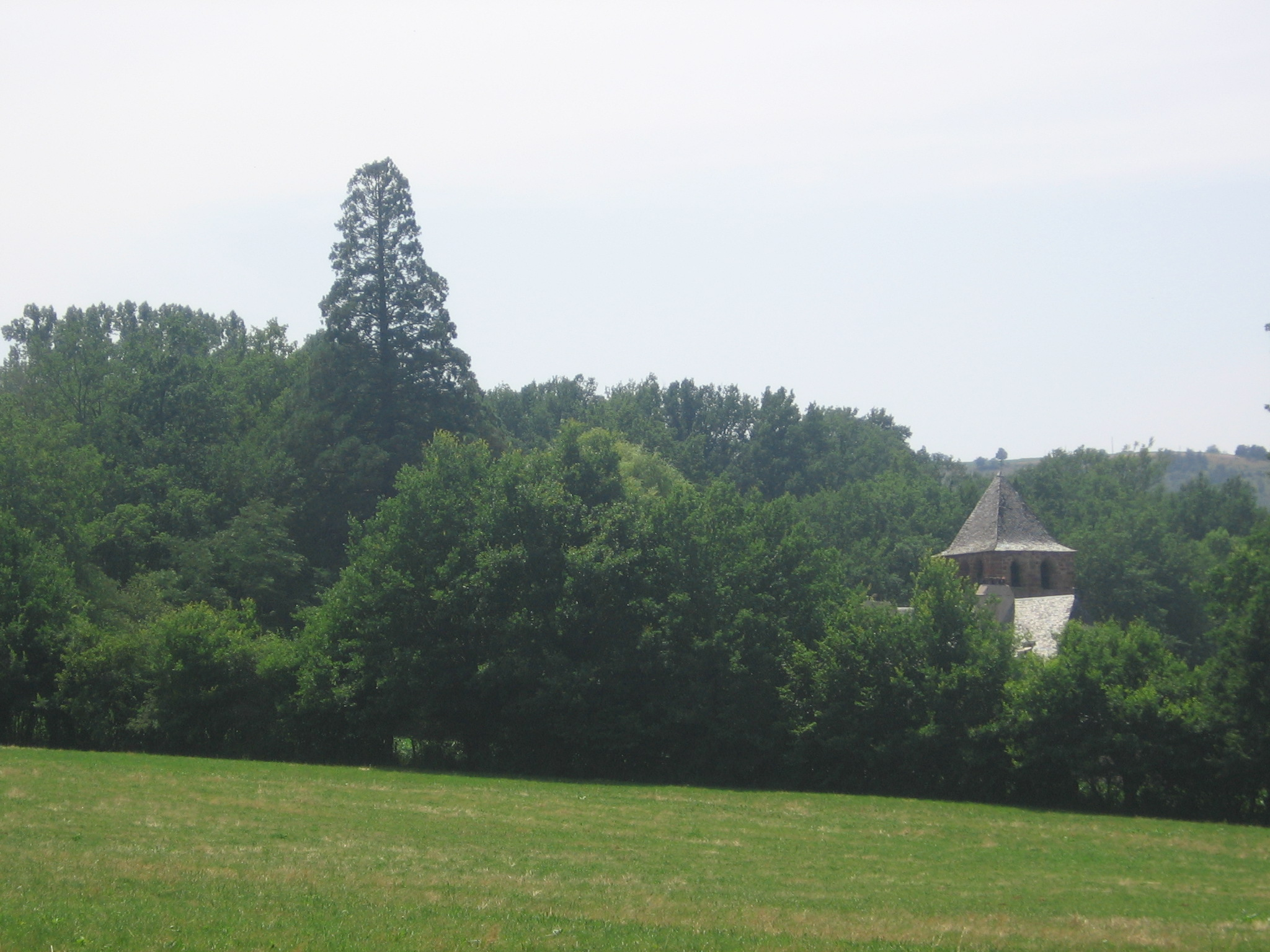
Церковь Сен-Пьер
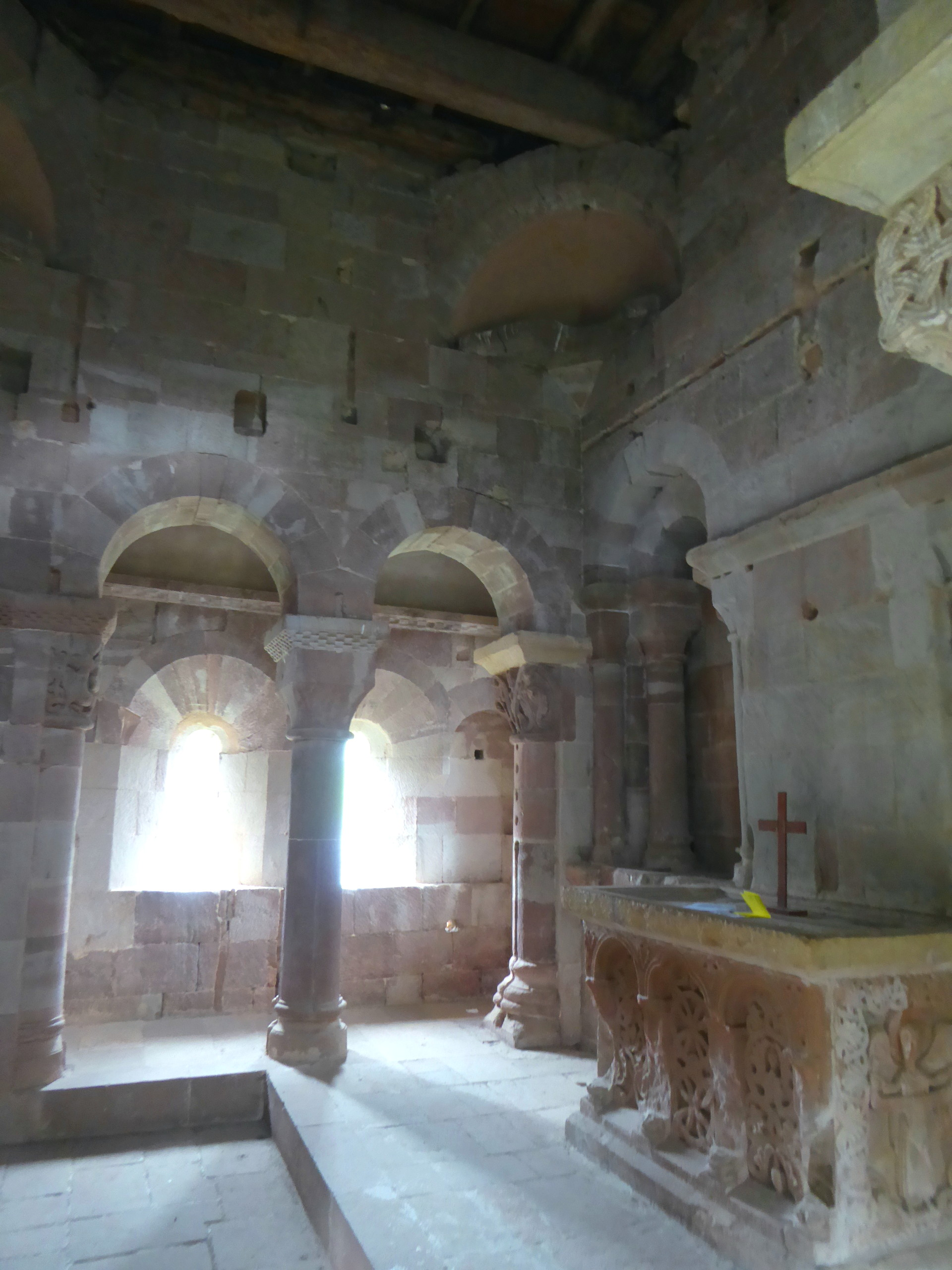
Интерьер церкви
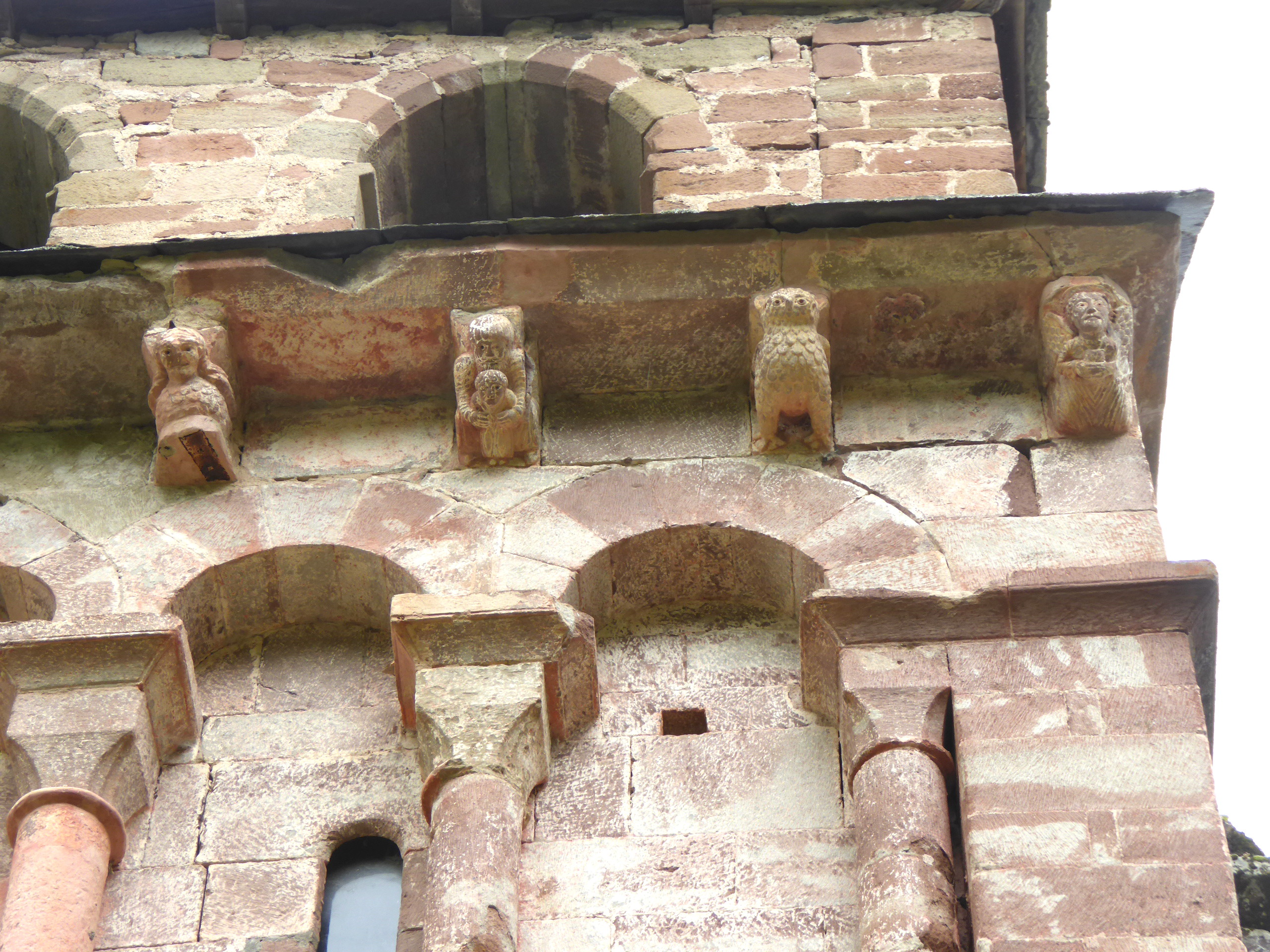
Экстерьер церкви
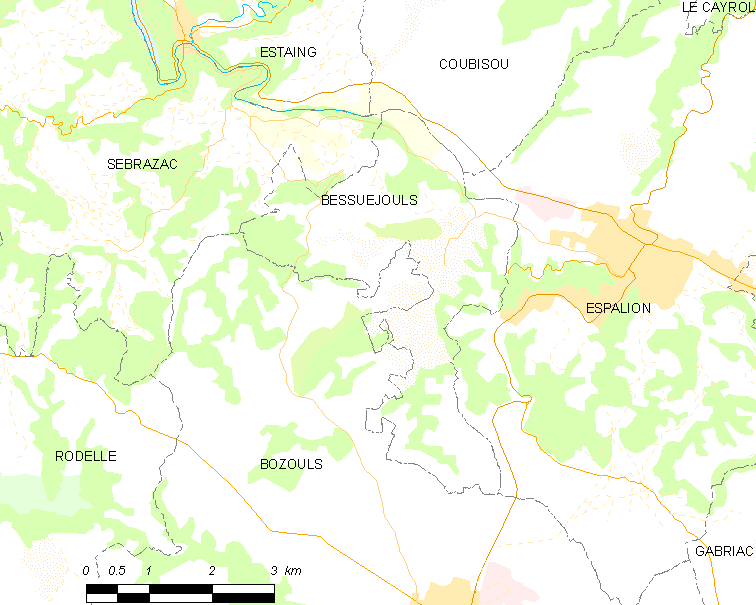
Карта коммуны